# کوهیجی موریتسوگو
کوهیجی موریتسوگو (به ژاپنی: 森次 晃嗣 Kohji Moritsugu)؛ زادهٔ ۱۵ مارس ۱۹۴۳) بازیگر بسیاری از فیلم‌های جیدای‌گکی (تاریخی) اهل ژاپن است.